# Línea 60 de TMB
La línea 60 es una línea regular de autobús urbano de la ciudad de Barcelona, gestionada por la empresa TMB. Hace su recorrido entre la Pl. de las Glorias Catalanas y la Zona Universitaria, con una frecuencia en hora punta de 11-15min. desde el 29/2/16 queda limitada entre la av. esplugues y Besos/Verneda

## Otros datos
| Prestación                   | Disponibilidad en la línea |
| ---------------------------- | -------------------------- |
| Adaptada a                   | Sí                         |
| TMB iBus (tiempo de espera ) | Sí                         |
| Pantallas informativas       | Sí                         |
| Línea de tránsito rápido     | No                         |
| Circula en días festivos     | Sí                         |